# GROW-modellen
GROW-modellen är ett verktyg som används inom coachning och är ett sätt att hitta en väg från mål till handling. Betydelsen är som det engelska ordet grow, att växa, vilket i det här fallet syftar till att få den som blir coachad att utvecklas och utnyttja sin inre potential bättre.

## Modellerna

### GROW
Grundmodellen infördes av John Whitmore och började som en 4-stegsraket som används i coachsamtal för att skapa och nå målbilder.
| G | Goal (Mål)                         | Sätt upp mål för samtalet och på lång sikt    |
| R | Reality (Verklighet/nuläget)       | Utforska nuläget                              |
| O | Options (Val)                      | Alternativa strategier                        |
| W | When, Whom, Will (När, vem, vilja) | Tidsättning, behovsbeskrivning och motivation |

Max Landsberg lade senare in sin tolkning av GROW-modellen utifrån att den coachade började samtalet med ett långsiktigt mål för att sedan sammanfatta det hela.
| Goal    | Mål            | Mål med samtalet och långtidsmålet.                                                           |
| Reality | Verklighet     | Självutvärdering, andras syn på den coachade, kontroll av antaganden                          |
| Options | Möjlighet      | Brainstorma efter alternativ, komma med förslag, handling                                     |
| Wrap up | Sammanfattning | Positiv handlingsplan, identifiera hinder, nästa steg, sätta tidsgräns, komma överens om stöd |

Alan Fine införde senare sin version med utgångsläget att modellen är något som beskriver människors utveckling. Detta sker genom kritiska steg där vi möter olika utmaningar som är viktiga att hantera. I denna version av GROW-modellen fokuserar han på de fel som är vanligast att göra under stegen i utvecklingsprocessen.
| Goal        | Mål          | Vi går ingenstans eller löser fel problem                                       |
| Reality     | Verklighet   | Vi vet inte vad verkligheten är                                                 |
| Options     | Möjligheter  | Möjligheterna är för få för att skapa överbryggningen mellan mål och verklighet |
| Way Forward | Vägen framåt | Nästa steg är oklar eller så känner vi oss inte manade att genomföra det.       |

### TGROW
TGROW-modellen infördes av Myleys Downey och den liknar Whitmores och Landsbergs varianter av GROW. Coachsamtalet börjar med att den coachade bestämmer ämnet som denne vill bli coachad utifrån och sedan ett mål för samtalet. Nuläget kommer sedan in, alternativen och slutligen sammanfattningen.
| Topic   | Ämne               | "Vad vill du ta upp idag?"                                |
| Goal    | Mål                | "Vad är målet för det här samtalet?"                      |
| Reality | Verklighet/nuläget | "Kan du beskriva nuläget?"                                |
| Options | Möjligheter        | "Vad har du för valmöjligheter? Hur ser alternativen ut?" |
| Wrap up | Sammanfattning     | "Vad gör du med detta? Vad är nästa steg?"                |

## Användning av modellerna
GROW-modellen kan användas på olika sätt och de olika användningssätten kan gå in i varandra beroende på samtalsmetodik. Det finns även olika sammansatta varianter där även SMART-modellen läggs in, men uppläggen brukar ha dessa gemensamma drag: 
1. Önskad situation eller mål
2. Nuläge
3. Möjligheter
4. Sammanfattning